# Norman Mineta
Norman Yoshio Mineta (jap. 峯田良雄 Mineta Yoshio) (ur. 12 listopada 1931 w San Jose, zm. 3 maja 2022 w Edgewater) – amerykański polityk pochodzenia japońskiego.

## Zarys biografii
W czasie II wojny światowej przebywał, z racji swego pochodzenia, w obozie internowania w Wyoming. Był członkiem Partii Demokratycznej. W okresie od 3 stycznia 1975 do 3 stycznia 1993, przez dziewięć kadencji, był przedstawicielem 13. okręgu, a od 3 stycznia 1993 do 10 października 1995 był przedstawicielem 15. okręgu wyborczego w stanie Kalifornia w Izbie Reprezentantów Stanów Zjednoczonych. W latach 2000–2001 był sekretarzem handlu w gabinecie prezydenta Billa Clintona, jako pierwszy Amerykanin pochodzenia azjatyckiego zasiadający w rządzie federalnym. Od 2001 był sekretarzem transportu w gabinecie George’a W. Busha, jako jedyny w nim demokrata. 23 czerwca 2006 złożył rezygnację (pozostał na stanowisku do 7 lipca 2006).

## Wybrane odznaczenia i nagrody
- 1999 – L. Welch Pogue Award za zasługi dla lotnictwa
- 2006 – Prezydencki Medal Wolności
- 2007 – Order Wschodzącego Słońca – Wielka Wstęga